# Михаило (војвода)
Михаило (умро после 1413) је био српски средњовековни војвода у служби Стефана Лазаревића.

## Биографија
Михаило се у изворима по први пут помиње у даровници монахиње Евгеније и њених синова манастиру Светог Пантелејмона на Светој Гори из 1400. године. Из повеље сазнајемо да је Михаило руском манастиру приложио Хлапову пољану, са свим засеоцима, метохом и међама, и на Морави половину брода. О самом Михаилу се не зна много. Био је један од војвода кнеза Лазара Хребељановића. Помиње га Стефанов биограф, Константин Филозоф, у свом житију, и то на два места. Први помен везан је за устанак Новака Белоцрквића и Николе Зојића из 1398. године. Други помен је каснији, из 1413. године. Поистовећивање Михаила из 1398. и Михаила из 1413. године у науци је оспоравано.
Михаило се у тренутку избијања побуне 1398. године нашао у кругу људи који су ковали заверу. Имао је функцију гласника завереника који су султана Бајазита настојали убедити да је Стефан извршио издају преговарајући са угарским краљем Жигмундом Луксембуршким. Михаило се, међутим, окреће против устаника и обавештава Стефана о завери. Константин пише да је Михаило "увек благородан и веран Стефану", али не наводи коју је титулу носио. Титула војводе помиње се касније, приликом Стефановог ратовања против турског претендента Мусе 1413. године. Мишљење о постојању двојице Михаила заступао је Миодраг Пурковић.